# Раевский, Валерий Васильевич
Валерий Васильевич Раевский (16 августа 1937, Курск — 27 сентября 2019, Москва) — испытатель парашютно-авиационной техники, Заслуженный парашютист-испытатель СССР (1986), Мастер спорта СССР международного класса (1973), подполковник ВДВ (1978).

## Биография
Родился 16 августа 1937 года в городе Курск. Детство и юность провёл в городе Орджоникидзе (ныне Владикавказ). В 1961 году окончил Московский авиационный институт. С 1955 года занимался парашютным спортом в аэроклубе МАИ. В 1958-1963 гг. — член сборной СССР по парашютному спорту. С февраля 1961 года — парашютист-испытатель НИИ парашютостроения. Провёл испытания парашюта Д-1-5У.
В Советской Армии с октября 1967 года — парашютист-испытатель военной приёмки НИИ парашютостроения. Провёл испытания многих парашютов и парашютных систем различного назначения. В 1957, 1961, 1962, 1963, 1964 и 1965 годах участвовал в установлении 14 мировых парашютных рекордов. Совершил 5615 парашютных прыжков (из них 2534 — испытательных). В 1985 году Раевскому одному из первых в стране было присвоено почетное звание «Заслуженный парашютист-испытатель СССР» (нагрудный знак № 5). С ноября 1990 года подполковник Раевский — в запасе. После увольнения из армии продолжил работать инженером в военной приёмке НИИ парашютостроения. Жил в Москве.

## Награды
- орден «За службу Родине в Вооружённых Силах СССР» III степени (17.02.1976)
  - медали, в том числе:
  - «Ветеран Вооружённых Сил СССР»
  - «За безупречную службу» I степени

### Почётные звания
- Заслуженный парашютист-испытатель СССР (16.08.1985)
- Мастер спорта СССР международного класса (1973)